# ロングバケーション 〜イルカとわたし〜
『ロングバケーション 〜イルカとわたし〜』は、スターフィッシュ・エスディから2008年9月18日に発売されたニンテンドーDS用ソフト。

## 概要
南のリゾート地でイルカとコミュニケーションをとるゲームソフト。
また、仲良くなったイルカと共に7種類のミニゲームができる。。